# The Secret Mixtape Vol. 2
The Secret Mixtape Vol. 2 è il secondo mixtape del gruppo musicale italiano Brokenspeakers, pubblicato nel 2010.

## Tracce
1. Non te riesce (Lucci)
2. Brokenshitisreal (Hube-Coez-Lucci-Nicco)
3. Non mi chiamare (Lucci-Nicco-Coez)
4. Quattro risate (Er Costa)
5. Rivolta (Lucci-Nicco-Hube)
6. Domenica (Lucci feat. Er Nero)
7. Poco di buono (Lucci-Coez-Nicco)
8. Mondo maledetto (Lucci)
9. Puzza d'asfalto (Lucci feat. Il Turco)
10. Blackflag (Lucci-Nicco-Hube)
11. Non mi spezzi (Lucci-Nicco-Hube)
12. Fare il rap (Lucci feat. Gemitaiz-Canesecco)
13. Niente scuse (Lucci-Nicco)
14. Mai guardarsi indietro (Lucci-Hube-Coez)
15. Sporchi (Lucci feat. Saga)
16. Piove sul bagnato RMX (Coez-Nicco-Lucci)
17. Lo famo così (Lucci feat. Er Costa)
18. Rap bara (Metal Carter)
19. Ho visto (Lucci-Hube)